# Neomochtherus blandus
Neomochtherus blandus är en tvåvingeart som beskrevs av Tsacas 1969. Neomochtherus blandus ingår i släktet Neomochtherus och familjen rovflugor.
Artens utbredningsområde är Kongo. Inga underarter finns listade i Catalogue of Life.